# 의무의 충돌
의무의 충돌(義務의 衝突)이란 여러개의 의무를 동시에 행할 수 없는 긴급상태에서 그중 어느 한 의무를 이행하고 다른 의무를 방치한 결과 그 방치한 의무불이행이 구성요건에 해당하는 가벌적 행위가 되는 경우이다.

## 작위의무와 부작위의무의 충돌
작위의무와 부작위의무 사이의 충돌이 의무의 충돌에 해당하는지가 문제된다. 예컨대 인공호흡기가 1대 뿐인 병원의 의사가 생존가능성이 더 높은 B를 구조하기 위해 A로부터 호흡기를 제거하여 A가 사망한 경우가 여기에 해당한다.

## 참고 문헌
- 손동권, 『체계적 형법연습』, 율곡출판사, 2005. (ISBN 8985177915)